# Orrin Freeman
Orrin Erastus Freeman (1830-1866) est un photographe américain installé en Chine et au Japon. Il utilise le procédé ambrotype.

## Biographie
Pendant une courte période, Freeman tient une studio photographique à Shanghai en 1859 avant de quitter la CHine pour le Japon où il fonde un studio à Yokohama en 1860. Il est considéré comme ayant été le premier photographe professionnel occidental à établir une résidence permanente au Japon.
Il enseigne les éléments de la photographie à Ukai Gyokusen qui crée le premier studio photographique à Edo (Eishin-dō) en 1861. Gyokusen achète à Freeman son appareil photo, son matériel et ses fournitures.
Décédé subitement en 1866, Freeman est enterré au cimetière des étrangers de Yokohama (Gaijin Bochi).